# Ataque nocturno en Târgovişte
El ataque nocturno en Târgoviște (en rumano: Atacul de noapte de la Târgoviște, en turco: Tirgovişte Baskını) fue una batalla librada entre las fuerzas de Vlad el Empalador, príncipe de Valaquia, y el sultán Mehmed II del Imperio otomano, el jueves 17 de junio de 1462.

## Preludio
Todo comenzó con el estallido del conflicto entre Vlad III y Mehmed II, cuando Vlad se negó a pagar la yizia (impuesto a los no musulmanes) al sultán y se intensificó cuando Vlad Tepes invadió Bulgaria y empaló a más de 23 000 turcos. Mehmed luego formó un gran ejército con el objetivo de conquistar Valaquia y anexionarla a su imperio. Estando en inferioridad numérica, las tropas de Vlad batallaron a lo largo del Danubio para luego retirarse estratégicamente hacia la capital de los valacos en Târgoviște empleando una táctica de tierra quemada y de guerra de guerrillas contra los turcos para debilitarlos.

## La batalla
Finalmente, durante la noche del 17 de junio, Vlad atacó el campamento turco para asesinar a Mehmed al sur de Târgovişte. Para ello atacó el centro del campamento, donde estaban Mehmed y sus generales. Tras una hora logró desbordar las defensas y entrar en el campamento.
El ataque sorpresa causó pánico entre las filas otomanas, pero los jenízaros, entrenados para una eventualidad así, se pusieron delante del sultán. Estando en superioridad numérica, el combate empezó a ponerse del lado otomano y así el intento de asesinato fracasó, aunque los turcos sufrieron numerosas bajas.

## Consecuencias
Después de la batalla Mehmed marchó a Târgoviște, donde encontró a algunos hombres con cañones pero no al grueso de las tropas de Vlad, por lo que decidió no asediarla. Al salir de la ciudad, Mehmed descubrió a 23.844 turcos empalados, el famoso Bosque de los Muertos. El número es mencionado por el propio Vlad en una carta al rey de Hungría, Matías Corvino. 
Horrorizados y no queriéndose exponer a más ataques, el sultán y sus tropas navegaron hasta Brăila y le prendieron fuego hasta arrasarla, antes de retirarse a Edirne. Ambos bandos reivindicaron la victoria, pero las fuerzas de Mehmed II regresaron a casa con muchos esclavos, caballos y ganado capturados.